# Andrena sublevigata
Andrena sublevigata är en biart som beskrevs av Hirashima 1966. Andrena sublevigata ingår i släktet sandbin, och familjen grävbin. Inga underarter finns listade i Catalogue of Life.